# 夏の日と君の声
「夏の日と君の声」（なつのひときみのこえ）は、ChouChoの楽曲。2014年8月6日に9枚目のシングルとしてLantisから発売された。

## 概要
シングルとしては前作「あの空に還る未来で」以来、5か月ぶりのリリースとなる。表題曲はテレビアニメ『グラスリップ』のオープニングテーマとして使用された。ChouChoがシングル表題曲の歌詞を担当するのは本作が初めてである。
カップリング曲は同アニメのイメージソングとなっており、最終話では挿入歌としても使用された。

## 批評
『リスアニ!』は、「恋心を初めて自覚した少女のピュアな想いを掬い取った、爽やかな夏の風景が目に浮かぶカントリー調のナンバー。全体的にほんわかした穏やかな曲調ではあるが、少女の気持ちの変化は意外と激動的。1番サビの出だしのパーカッションの音を境にほんの少し上がる歌声の温度感など、細やかな表現から少女の気持ちを感じ取ってほしい」と批評した。

## チャート成績
2014年8月18日付オリコン週間シングルランキングで初登場57位を獲得し、初週1,688枚を売り上げた。チャート登場回数は3回。累計2,487枚のセールスを記録した。

## シングル収録内容
| 全作詞: ChouCho。 |                                 |           |                           |                  |      |
| #                 | タイトル                        | 作詞      | 作曲・編曲                | ストリングス編曲 | 時間 |
| 1.                | 「夏の日と君の声」              | ChouCho   | 渡辺拓也                  |                  | 4:39 |
| 2.                | 「ルーセントアイズ」            | ChouCho   | 矢鴇つかさ（Arte Refact） | 石川智久         | 5:29 |
| 3.                | 「夏の日と君の声」(off vocal)   | ChouCho   |                           |                  | 4:39 |
| 4.                | 「ルーセントアイズ」(off vocal) | ChouCho   |                           |                  | 5:29 |
| 合計時間:         | 合計時間:                       | 合計時間: | 合計時間:                 | 20:16            |      |

## 収録アルバム
| 曲名             | 収録アルバム                                       | 発売日        | 備考                 |
| ---------------- | -------------------------------------------------- | ------------- | -------------------- |
| 夏の日と君の声   | グラスリップ オリジナルサウンドトラック 音楽の欠片 | 2014年9月24日 | ショートサイズで収録 |
| 夏の日と君の声   | グラスリップ ドラマCD 物語の欠片                   | 2014年10月8日 | ショートサイズで収録 |
| 夏の日と君の声   | ChouCho ColleCtion "bouquet"                       | 2016年5月25日 |                      |
| 夏の日と君の声   | P.A.WORKS 20th Anniversary Theme Song Collection   | 2021年3月17日 |                      |
| 夏の日と君の声   | ChouCho the BEST                                   | 2021年12月8日 |                      |
| ルーセントアイズ | ChouCho ColleCtion "bouquet"                       | 2016年5月25日 |                      |